# Ultramort
Ultramort is een gemeente in de Spaanse provincie Girona in de regio Catalonië met een oppervlakte van 4 km². Ultramort telt 210 inwoners (1 januari 2016).

## Demografische ontwikkeling
Bron: INE, 1857-2011: volkstellingen
Opm.: Van 1860 tot 1927 behoorde Ultramort tot de gemeente Foixá